# Relation scolaire et universitaire entre la France et la Géorgie
La relation scolaire et universitaire entre la France et la Géorgie est apparue au XXe siècle.  Elle se situe à l'intersection d'ensembles différenciés comme la relation culturelle, la relation diplomatique et la relation territoriale ; elle évolue lentement de la sphère étatique à la sphère privée, et a changé de véhicule linguistique intermédiaire. 

## Enseignement supérieur et recherche

### Historique

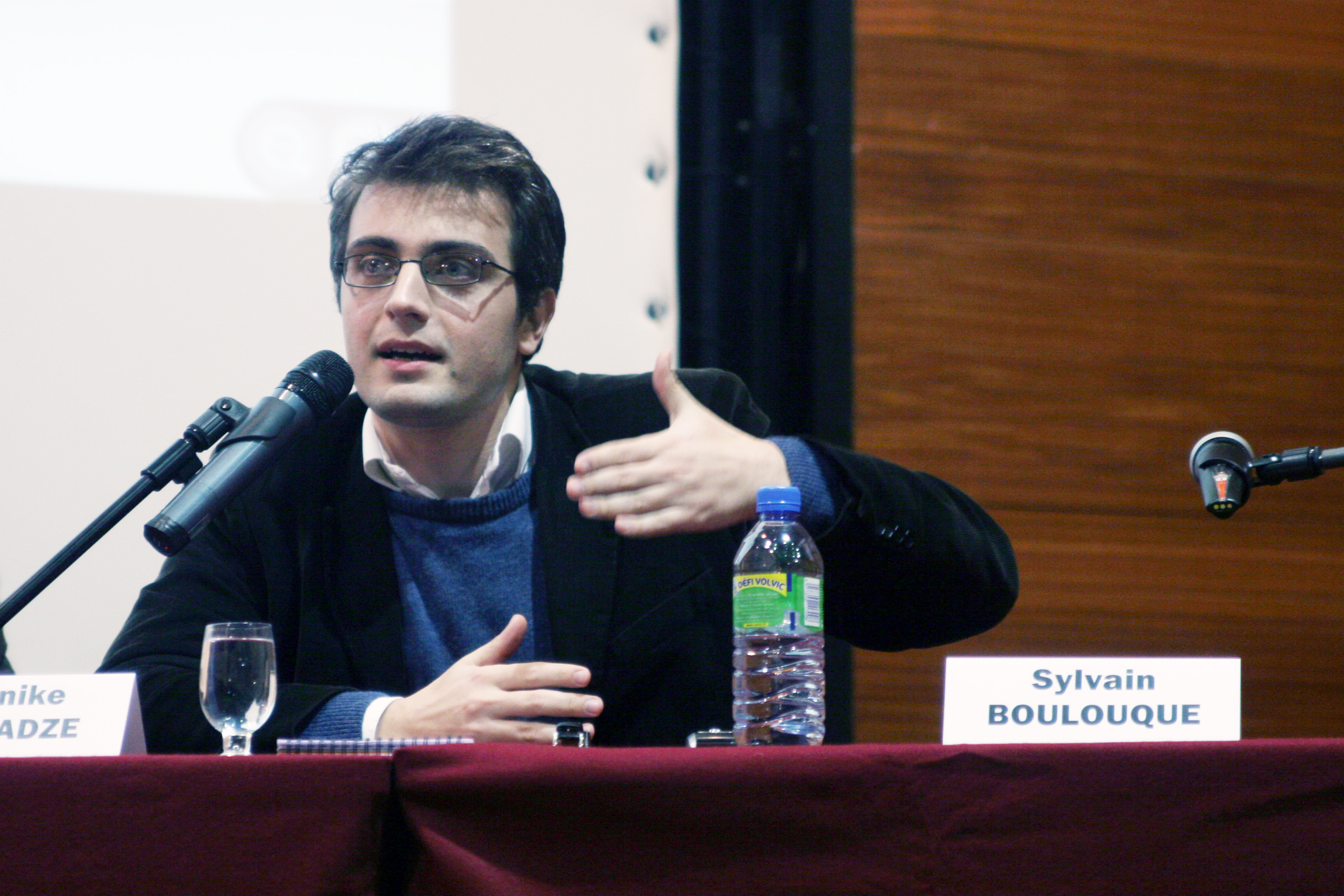
Torniké Gordadzé, universitaire français d'origine géorgienne

En France, la relation a été — et est — le fait de quelques universitaires, comme en particulier Jean-Pierre Mahé (École pratique des hautes études), Claire Mouradian (École des hautes études en sciences sociales), Jean Radvanyi (Institut national des langues et civilisations orientales ), Silvia Serrano (Sorbonne), Charles Urjewicz (Inalco), Françoise Thom ou Bernard Outtier (Institut catholique), parfois d'origine géorgienne comme Georges Charachidzé (Inalco) ou Thorniké Gordadzé (Sciences Po Paris). Ils ont contribué, et contribuent, non seulement à une meilleure connaissance de la Géorgie, mais ont tissé des liens avec leurs homologues géorgiens. À de rares expressions près — Bernard Outtier, Jean-Pierre Mahé ou Silvia Serrano, kartvélophones — le véhicule linguistique privilégié a été la langue russe durant le XXe siècle ; la langue anglaise l'a supplanté peu à peu avec les nouvelles générations.

### Universités géorgiennes et francophonie

Blason de l'Université d'État de Tbilissi

En Géorgie, cinq universités sont membres de l'Agence universitaire de la Francophonie, l'université d'État Chota Roustavéli de Batoumi, l'université d'État Akaki Tsérétéli de Koutaïssi, l'Université d'État de Tbilissi, l'université d'État Ilia de Tbilissi et l'université Grigol Robakidzé.

### Universités françaises et étudiants géorgiens
Différents programmes permettent d'accompagner les étudiants géorgiens dans les universités françaises, dont le programme de bourses master du Centre international de l'éducation, de l'ambassade de France en Géorgie et de Campus France,. 
Une dizaine de doctorats ont été obtenus par des étudiants géorgiens dans les universités françaises ces dernières années, Gaston Bouatchidzé en littérature générale et comparée (1995), Badri Goguia en lettres et science humaine (1998) , Thorniké Gordadzé en science politique (2006), David Totibadzé-Shalikashvili en littérature française et comparée (2006), Nina Iamanidzé en histoire de l'art (2007) , Nana Mirachvili-Springer en hagiographie géorgienne (2008), Ana Mgeladze en préhistoire (2008) , Georges Mamoulia en histoire et civilisations (2009) , Maïa Varsimashvili-Raphaël en littérature comparée (2012) , Maka Dzamukashvili-Nutsubidze en droit public (2014), Ana Trapaidze en micro et nanosystèmes (2015), Giorgi Bedianashvili en archéologie des périodes historiques (2016), Tamara Svanidze en études géorgiennes (2016), Nino Tandilashvili en sciences de gestion (2016) et Lika Gordeziani en littérature classique (2019).
Si l'histoire, la littérature et les relations internationales ont souvent constitué l'essentiel des travaux universitaires croisés, les sciences y ont parfois contribué. En 2002, à l'initiative de Gotcha Tchogovadzé, ambassadeur de Géorgie en France et membre de l'Académie des sciences de Géorgie, deux universités françaises (Université Paris-VIII et Université de Versailles-Saint-Quentin-en-Yvelines), l'Institut national des langues et civilisations orientales et l'Université technique de Géorgie lancent la filière francophone informatique, basée à Tbilissi,. Depuis la filière a rejoint l'Université d'État de Tbilissi (Ivané Javakhichvili) et formé plus d'une dizaine de promotions, dont les lauréats ont pour la plupart poursuivi leurs études de Master en France.

### Université franco-géorgienne
Le 26 mai 2018 un accord intergouvernemental entre la Géorgie et la France est signé par le ministre de l'éducation et des sciences de Géorgie Mikheil Chkhenkeli et le ministre de l'Europe et des Affaires étrangères de la République française Jean-Yves Le Drian sur le projet d'une université franco-géorgienne. Le but de ce projet est de mettre en place une série de doubles diplômes et des diplômes délocalisés dans les secteurs du tourisme, de l'agriculture et de l'informatique  entre des universités françaises et géorgiennes sous le label d'Université franco-géorgienne.  Dans ce cadre, les universités de Rennes I, Montpellier,  Lyon II, Paris VIII ainsi que les écoles d'ingénierie et d'agronomie INSA de Rennes  et Montpellier Supagro collaboreront  avec l'université d'État de Tbilissi et l'université technique de Géorgie.

## Enseignements primaire et secondaire

### Historique
La relation scolaire a été  — et est — l'objet d'initiatives multiples lors de l'action diplomatique française en Géorgie (soutien de la langue françaises dans les écoles publiques géorgiennes et dans les écoles privées), lors du jumelage entre Nantes et Tbilissi (IUFM de Nantes) ou de l'accord de coopération du département de l'Yonne et de la région de Kakhétie (collèges d'Auxerre et de Telavi, ou lors des dons ou des bourses privées. La langue française a été enseignée dans une centaine d'écoles géorgiennes, mais la primauté pour la langue anglaise décidée par le ministère géorgien de l'Education nationale a réduit ce périmètre. 

### Fonds pour le développement de la langue française
Seize écoles secondaires bénéficiaient en 2018 d'un dispositif d'aide spécifique dont les ressources proviennent des domaines privés et publics, le Fonds Molière, créé en 2012 à l'initiative de Renaud Salins, ambassadeur de France en Géorgie. Ce fonds touchait 5 000 élèves en 2012 et 14 000 en 2018. Parmi les établissements délivrant en Géorgie une formation franco-géorgienne, peuvent être cités l'École Marie Brosset (1999),,, le Collège Saint Exupéry et l'École française du Caucase, Cette dernière a été fondée en 2006, à l'initiative de Philippe Lefort, ambassadeur de France, avec l'aide financière de la Fondation Cartu (Bidzina Ivanichvili) : Virginie Constans-Villechange, attachée de coopération pour le français, prend la direction de cet établissement privé, reconnu par les autorités françaises et géorgiennes,. À la rentrée 2018, l'établissement est dirigé par Bernard Menault et compte 378 élèves,.

### Action de l'Association géorgienne en France
Le 13 avril 2007, l'Association géorgienne en France signe une convention avec l'Université d'État de Tbilissi accordant chaque année des bourses d'études aux étudiants géorgiens en langue française. À partir de 2016, cette bourse est transformée en concours attribuant le prix Pégase au profit d'un projet collectif géorgien d'esprit européen : cette première année, il a financé la formation de 200 lycéens des zones montagneuses de Ratcha aux institutions européennes.